# Године Валара
У радовима Џ. Р. Р. Толкина, године Валара се користе као мера времена након доласка Аинура у Арду. Овај назив за године, названих по Валарима, наставља се користити и током периода који су користили друге називе, као што су године Светиљки, године Дрвећа и године Сунца. Године Валара су наставиле да се рачунају у Аману и након првог уздизања Сунца, али Толкин није дао датуме догађаја у Аману након тога. Бројање у годинама Валара се генерално не користи када се говори о дешавањима у Белеријанду и Средњој земљи. 
Током тридесетих и четрдесетих година Толкин је користио цифру која је кружила око 10, да би на крају одлучио да има 9.58 соларних година у свакој години Валара. Међутим, током педесетих Толкин је одлучио да употреби много већу вредност, те је у додацима „Господара прстенова“ записао како једна година Валара има 144 вилењачке године.
Међутим, та нова вредност издужује установљену хронологију. Бег Нолдора, који је трајао је трајао 5гв (приближно, 50 наших година), би са новом вредношћу трајао преко 700 година. Поједини сајтови, специјализовани за године Арде објашњавају да би такве вредности биле претерано дугачке ако би се примењивале директно на постојеће датуме и да је, стога, нови назив једна потпуно другачија мера од оне која је претходно коришћена у хронологији и да се не може примењивати директно.